# Jack Costanzo
Jack Costanzo (Chicago, Illinois; 24 de septiembre de 1919-Lakeside, California; 18 de agosto de 2018) fue un percusionista estadounidense. No obstante ser compositor, director de orquesta y baterista, Costanzo es conocido como bongosero, lo que determinó su apodo de «Mr. Bongo». Él visitó La Habana tres veces en los años cuarenta donde aprendió a ejecutar los ritmos afrocubanos en los bongos y las congas.

## Biografía

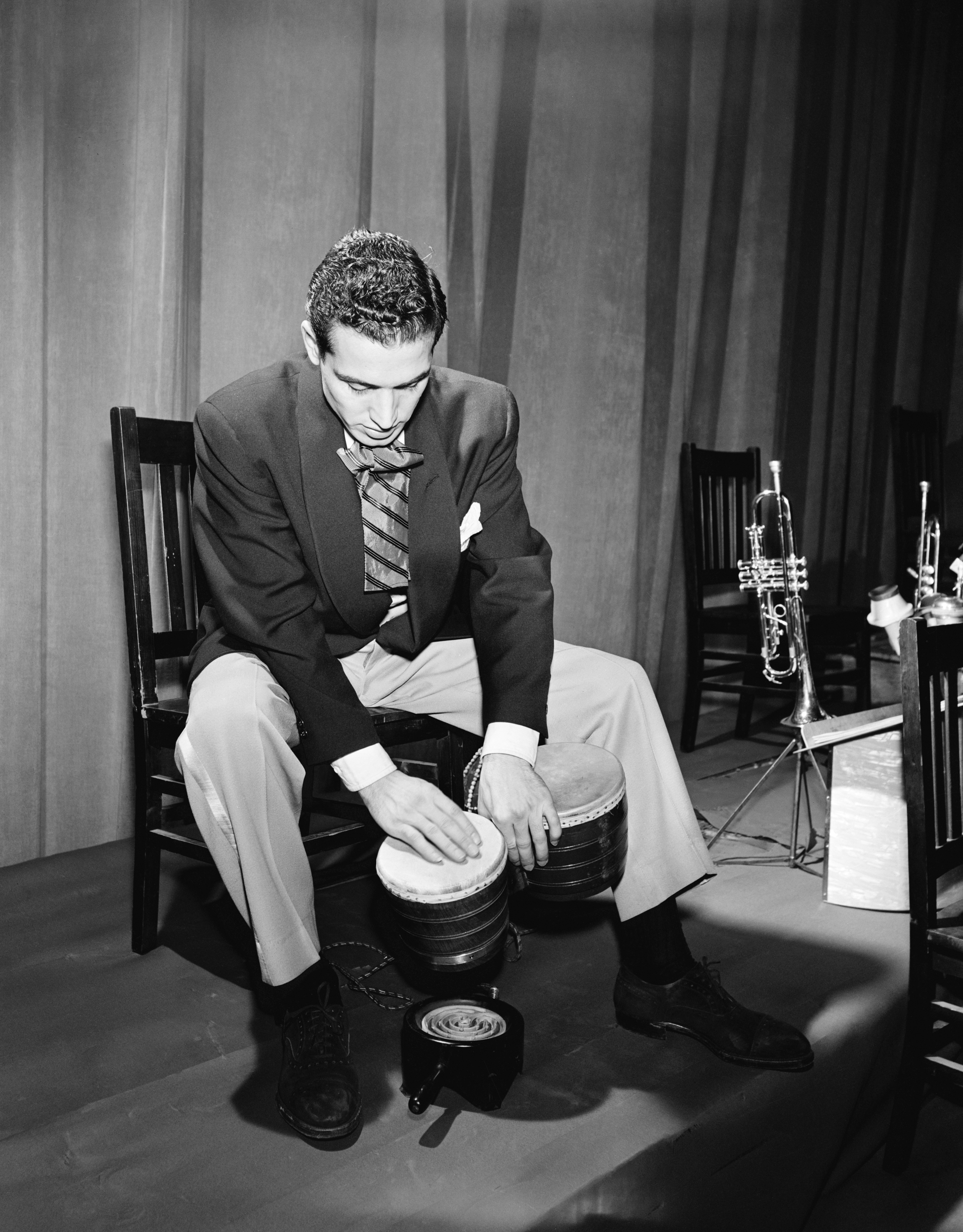
Costanzo a finales de los años 1940

Jack James Costanzo nació en Chicago, hijo de Matteo y Virginia Sances Costanzo, ambos inmigrantes de Italia.
Comenzó su carrera como bailarín con su esposa antes de la Segunda Guerra Mundial. Al terminar su servicio en la Marina de los Estados Unidos trabajó como instructor de baile en el Beverly Hills Hotel, donde Bobby Ramos, director de una banda de música latina, lo escuchó tocando bongós en un jam session y le ofreció trabajo. Durante los años cuarenta, Costanzo trabajó con muchas bandas de música latina, como las versiones renovadas de Lecuona Cuban Boys, Desi Arnaz y Rene Touzet.
Trabajó con Stan Kenton entre 1947 y 1948 y de forma ocasional durante los cincuenta. También colaboró con Nat King Cole entre 1949 y 1953. Trabajó con la orquesta de Billy May, así como con Peggy Lee, Danny Kaye, Pérez Prado, Charlie Barnet, Pete Rugolo, Betty Grable, Harry James, Judy Garland, Jane Powell, Ray Anthony, Martin & Lewis, Frances Faye, Dinah Shore, Xavier Cugat, Frank Sinatra, Tony Curtis y Eddie Fisher.
Costanzo formó su orquesta en 1950 con la que realizó grabaciones y giras internacionales. Estuvo en retiro hasta 1998 cuando decidió hacer un retorno y en 2001 grabó Back From Havana con el sello Ubiquity Records. En 2002 grabó Scorching the skins.

## Discografía
- Bongo Cha-Cha-Cha!, Golden Tone C 4061
- King of the Bongos
- Bongo Fever, Sunset SUS-5134
- Afro Can Can, Liberty LRP-3137
- Learn--Play Bongos, Liberty LRP-3177
- Jack Costanzo and His Afro Cuban Band, GNP Crescendo GNP-19
- Vivo Tirado, GNP Crescendo GNPS 2057
- Mr. Bongo Afro Cuban Band, Palladium PLP 126
- 1949: Nat King Cole & His Trio - The Forgotten 1949 Carnegie Hall Concert, Hep Records 2010 CD
- 1954: Afro Cuban Jazz North-Of-The-Border
- 1954: Afro-Cubano
- 1955: Latin Fever, Liberty LRP-3093
- años 1950: Mr. Bongo Has Brass, Zephyr 12003
- años 1950: Mr. Bongo Plays Hi-Fi Cha Cha, Tops 1564
- años 1950: Naked City & Other Themes, Liberty LST-7195
- 1968: Latin Percussion with Soul
- 2001: Back from Havana
- 2002: Scorching the Skins
- 2005: Versatile Mr. Bongo Plays Jazz, Afro and Latin

## Filmografía
- The Delicate Delinquent.
- Man From the Diners Club.
- Stool Pigeon Number 1.
- The Satin Bug.
- The Ed Sullivan Show (programa de televisión), tres veces como él mismo.
- The Art Linkletter Show (programa de televisión), como él mismo.
- The Edward R. Murrow Show (programa de televisión), como él mismo.
- 1950: King Cole and His Trio with Benny Carter and His Orchestra, a Universal-International featurette, músico.
- 1956: G.E. True Theater (serie de televisión) - Judy Garland Musical Special, músico.
- 1956: Riddles in Rhythm (short), como él mismo.
- 1957: The Nat King Cole Show (serie de televisión), músico en la canción «Caravan»
- 1957: Bernardine, as himself
- 1957: The Dinah Shore Chevy Show (serie de televisión) - episodio 2.10, como él mismo
- 1959: The Danny Thomas Show (serie de televisión) - Terry Goes Bohemian
- 1959: Johnny Staccato (serie de televisión) - Nature of the Night, músico
- 1960: Visit to a Small Planet, percusionista
- 1965: Harum Scarum, Julna
- 2006: American Masters (serie documental de televisión) - «The World of Nat King Cole», como él mismo.